# Jómsvikingadrápa
Jómsvikingadrápa es un poema escáldico de Bjarni Kolbeinsson, obispo de las Órcadas, honrando a los Jomsvikings caídos en la batalla de Hjörungavágr.
Existen pocas ediciones suecas que hicieron pública la obra en el siglo XIX, las más relevantes de Carl af Petersens en una recopilación de la saga Jomsvikinga (1879) y otra de Theodor Wisén en su compendio Carmina norroena (1880).
Algunas piezas de poemas de los escaldos Þórðr Kolbeinsson y Tindr Hallkelsson pertenecen a Jómsvikingadrápa.